# Campeonato Belga de Patinação Artística no Gelo
O Campeonato Belga de Patinação Artística no Gelo (em neerlandês:  Belgisch Kampioenschap; em francês:  Championnat de Belgique) é uma competição nacional anual de patinação artística no gelo da Bélgica. Os patinadores competem em dois eventos, individual masculino e individual feminino. 
A competição determina os campeões nacionais e os representantes da Bélgica em competições internacionais como Campeonato Mundial, Campeonato Mundial Júnior, Campeonato Europeu e os Jogos Olímpicos de Inverno.

## Edições
| Ano (Edição) | Cidade sede | Sênior | Sênior | Sênior | Sênior | Ref           |
| Ano (Edição) | Cidade sede | M      | F      | P      | S      | Ref           |
| ------------ | ----------- | ------ | ------ | ------ | ------ | ------------- |
| 1944–47      |             | —      | —      | •      | —      |               |
| 1948–96      |             | —      | —      | —      | —      |               |
| 1997         |             | —      | •      | —      | —      | [ 1 ]         |
| 1998         |             | —      | •      | —      | —      | [ 1 ]         |
| 1999         | Liedekerke  | •      | •      | –      | –      | [ 1 ]         |
| 2000         | Bruxelas    | •      | •      | –      | –      | [ 1 ]         |
| 2001         |             | •      | •      | –      | –      | [ 2 ]         |
| 2002         |             | •      | •      | –      | –      | [ 3 ]         |
| 2003         | Leuven      | •      | •      | –      | –      | [ 4 ]         |
| 2004         | Deurne      | •      | •      | –      | –      | [ 5 ]         |
| 2005         | Lommel      | –      | •      | –      | •      | [ 6 ]         |
| 2006         | Leuven      | –      | •      | –      | –      | [ 7 ]         |
| 2007         | Hasselt     | •      | •      | –      | –      | [ 8 ]         |
| 2008         | Hasselt     | –      | •      | –      | –      | [ 9 ]         |
| 2009         | Lommel      | –      | •      | –      | –      | [ 10 ]        |
| 2010         | Liège       | •      | •      | –      | –      | [ 11 ]        |
| 2011         | Hasselt     | •      | •      | –      | •      | [ 12 ] [ 13 ] |
| 2012         | Deurne      | •      | •      | –      | –      | [ 14 ] [ 15 ] |
| 2013         | Deurne      | –      | •      | –      | •      | [ 16 ]        |
| 2014         | Liège       | –      | •      | –      | •      | [ 17 ] [ 18 ] |
| 2015         | Lommel      | –      | •      | –      | •      | [ 19 ] [ 20 ] |
| 2016         | Maaseik     | •      | –      | –      | •      | [ 21 ] [ 22 ] |
| 2017         | Lommel      | •      | •      | –      | •      | [ 23 ] [ 24 ] |

## Lista de medalhistas

### Individual masculino
| Evento                  | Ouro                                          | Prata                                         | Bronze                                        |
| 1999                    | ?                                             | Kevin van der Perren                          | ?                                             |
| 2000                    | Kevin van der Perren                          | ?                                             | ?                                             |
| 2001 (detalhes)         | Kevin van der Perren                          | Nick Wyns                                     | ?                                             |
| 2002 (detalhes)         | Kevin van der Perren                          | nenhum outro competidor                       | nenhum outro competidor                       |
| Leuven 2003 (detalhes)  | Kevin van der Perren                          | nenhum outro competidor                       | nenhum outro competidor                       |
| Deurne 2004 (detalhes)  | Kevin van der Perren                          | nenhum outro competidor                       | nenhum outro competidor                       |
| 2005–2006               | Não houve disputa do individual masculino     | Não houve disputa do individual masculino     | Não houve disputa do individual masculino     |
| Hasselt 2007 (detalhes) | Kevin van der Perren                          | nenhum outro competidor                       | nenhum outro competidor                       |
| Hasselt 2008 (detalhes) | Não houve participação de competidores belgas | Não houve participação de competidores belgas | Não houve participação de competidores belgas |
| Lommel 2009 (detalhes)  | Não houve participação de competidores belgas | Não houve participação de competidores belgas | Não houve participação de competidores belgas |
| Liège 2010 (detalhes)   | Jorik Hendrickx                               | Ruben Blommaert                               | nenhum outro competidor                       |
| Hasselt 2011 (detalhes) | Kevin van der Perren                          | Jorik Hendrickx                               | nenhum outro competidor                       |
| Deurne 2012 (detalhes)  | Kevin van der Perren                          | Jorik Hendrickx                               | nenhum outro competidor                       |
| 2013–2015               | Não houve disputa do individual masculino     | Não houve disputa do individual masculino     | Não houve disputa do individual masculino     |
| Maaseik 2016 (detalhes) | Jorik Hendrickx                               | nenhum outro competidor                       | nenhum outro competidor                       |
| Lommel 2017 (detalhes)  | Jorik Hendrickx                               | nenhum outro competidor                       | nenhum outro competidor                       |

### Individual feminino
| Evento                  | Ouro                                     | Prata                                    | Bronze                                   |
| 1997                    | ?                                        | Ellen Mareels                            | ?                                        |
| 1998                    | ?                                        | Ellen Mareels                            | Dorothee Derroitte                       |
| 1999                    | Dorothee Derroitte                       | Ellen Mareels                            | ?                                        |
| 2000                    | Ellen Mareels                            | Natalie Hoste                            | ?                                        |
| 2001 (detalhes)         | Ellen Mareels                            | Sara Falotico                            | Leen Vermeiren                           |
| 2002 (detalhes)         | Sara Falotico                            | Ellen Mareels                            | Fauve Snauwaert                          |
| Leuven 2003 (detalhes)  | Ellen Mareels                            | Sara Falotico                            | Dorothee Derroitte                       |
| Deurne 2004 (detalhes)  | Sara Falotico                            | Ellen Mareels                            | Isabelle Pieman                          |
| Lommel 2005 (detalhes)  | Sara Falotico                            | Dorothée Derroitte                       | Isabelle Pieman                          |
| Leuven 2006 (detalhes)  | Kirsten Verbist                          | Barbara Klerk                            | nenhuma outra competidora                |
| Hasselt 2007 (detalhes) | Isabelle Pieman                          | Kirsten Verbist                          | Barbara Klerk                            |
| Hasselt 2008 (detalhes) | Barbara Klerk                            | Isabelle Pieman                          | Kirsten Verbist                          |
| Lommel 2009 (detalhes)  | Barbara Klerk                            | Isabelle Pieman                          | Kaat Van Daele                           |
| Liège 2010 (detalhes)   | Isabelle Pieman                          | Kaat Van Daele                           | nenhuma outra competidora                |
| Hasselt 2011 (detalhes) | Ira Vannut                               | Kaat Van Daele                           | Amélie Pierre                            |
| Deurne 2012 (detalhes)  | Isabelle Pieman                          | Kaat Van Daele                           | nenhuma outra competidora                |
| Deurne 2013 (detalhes)  | Kaat Van Daele                           | Isabelle Pieman                          | nenhuma outra competidora belga          |
| Liège 2014 (detalhes)   | Kaat Van Daele                           | Isabelle Pieman                          | nenhuma outra competidora                |
| Lommel 2015 (detalhes)  | Kaat Van Daele                           | nenhuma outra competidora                | nenhuma outra competidora                |
| 2016                    | Não houve disputa do individual feminino | Não houve disputa do individual feminino | Não houve disputa do individual feminino |
| Lommel 2017 (detalhes)  | Loena Hendrickx                          | nenhuma outra competidora                | nenhuma outra competidora                |

### Duplas
| Evento    | Ouro                             | Prata                       | Bronze                      |
| 1944      | Micheline Lannoy Pierre Baugniet | ?                           | ?                           |
| 1945      | Micheline Lannoy Pierre Baugniet | ?                           | ?                           |
| 1946      | Micheline Lannoy Pierre Baugniet | ?                           | ?                           |
| 1947      | Micheline Lannoy Pierre Baugniet | ?                           | ?                           |
| 1948–2001 | ?                                | ?                           | ?                           |
| 2002–2017 | Não houve disputa de duplas      | Não houve disputa de duplas | Não houve disputa de duplas |

### Patinação sincronizada
| Evento                  | Ouro                                        | Prata                                       | Bronze                                      |
| Lommel 2005 (detalhes)  | Ice Crystals                                | nenhum outro competidor                     | nenhum outro competidor                     |
| 2006–2010               | Não houve disputa de patinação sincronizada | Não houve disputa de patinação sincronizada | Não houve disputa de patinação sincronizada |
| Hasselt 2011 (detalhes) | Team Temptation                             | nenhum outro competidor                     | nenhum outro competidor                     |
| 2012                    | Não houve disputa de patinação sincronizada | Não houve disputa de patinação sincronizada | Não houve disputa de patinação sincronizada |
| Deurne 2013 (detalhes)  | Team Temptation                             | nenhum outro competidor                     | nenhum outro competidor                     |
| Liège 2014 (detalhes)   | Team Temptation                             | nenhum outro competidor                     | nenhum outro competidor                     |
| Lommel 2015 (detalhes)  | Team Temptation                             | nenhum outro competidor                     | nenhum outro competidor                     |
| Maaseik 2016 (detalhes) | Team Temptation                             | nenhum outro competidor                     | nenhum outro competidor                     |
| Lommel 2017 (detalhes)  | Team Temptation                             | nenhum outro competidor                     | nenhum outro competidor                     |